# Bużek
Bużek (ukr. Бужок) – wieś w obwodzie lwowskim, w rejonie złoczowskim na Ukrainie. Miejscowość liczy 529 mieszkańców. Samorząd stanowi Rada Wsi Biały Kamień. 
W II Rzeczypospolitej wieś w powiecie złoczowskim województwa tarnopolskiego.
W latach 1943–1944 nacjonaliści ukraińscy z OUN-UPA zamordowali tutaj 11 Polaków i 1 Ukraińca.

## Położenie
Według Słownika geograficznego Królestwa Polskiego i innych krajów słowiańskich: Bużek to wieś w powiecie złoczowskim, właściwie przedmieście miasteczka Biały Kamień, leżąca nad Bugiem, położona 1,2 km na zachód od Białego Kamienia, o 1,5 mili na północ od Złoczowa i o 1 milę na południe od Oleska.

## Ludność
W latach 1880–1902 ludność rzym. kat. stanowiło 65 osób, gr. kat. 554 a izrael. 26, razem 645 osób. Bużek należał do rzym. kat. parafii w Białym Kamieniu - dekanat Olesko i gr. kat. parafii w miejscu.

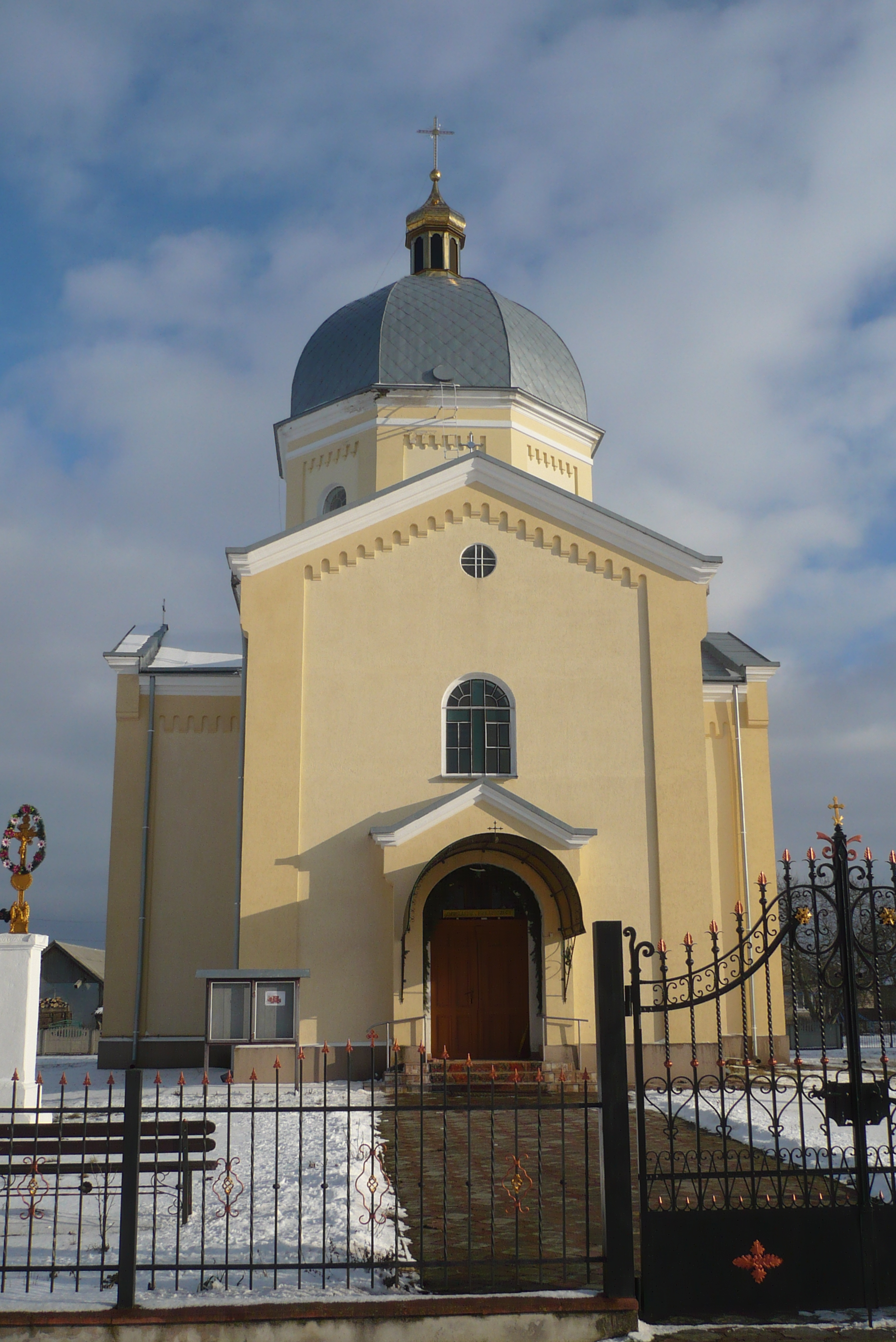
Cerkiew św. Mikołaja
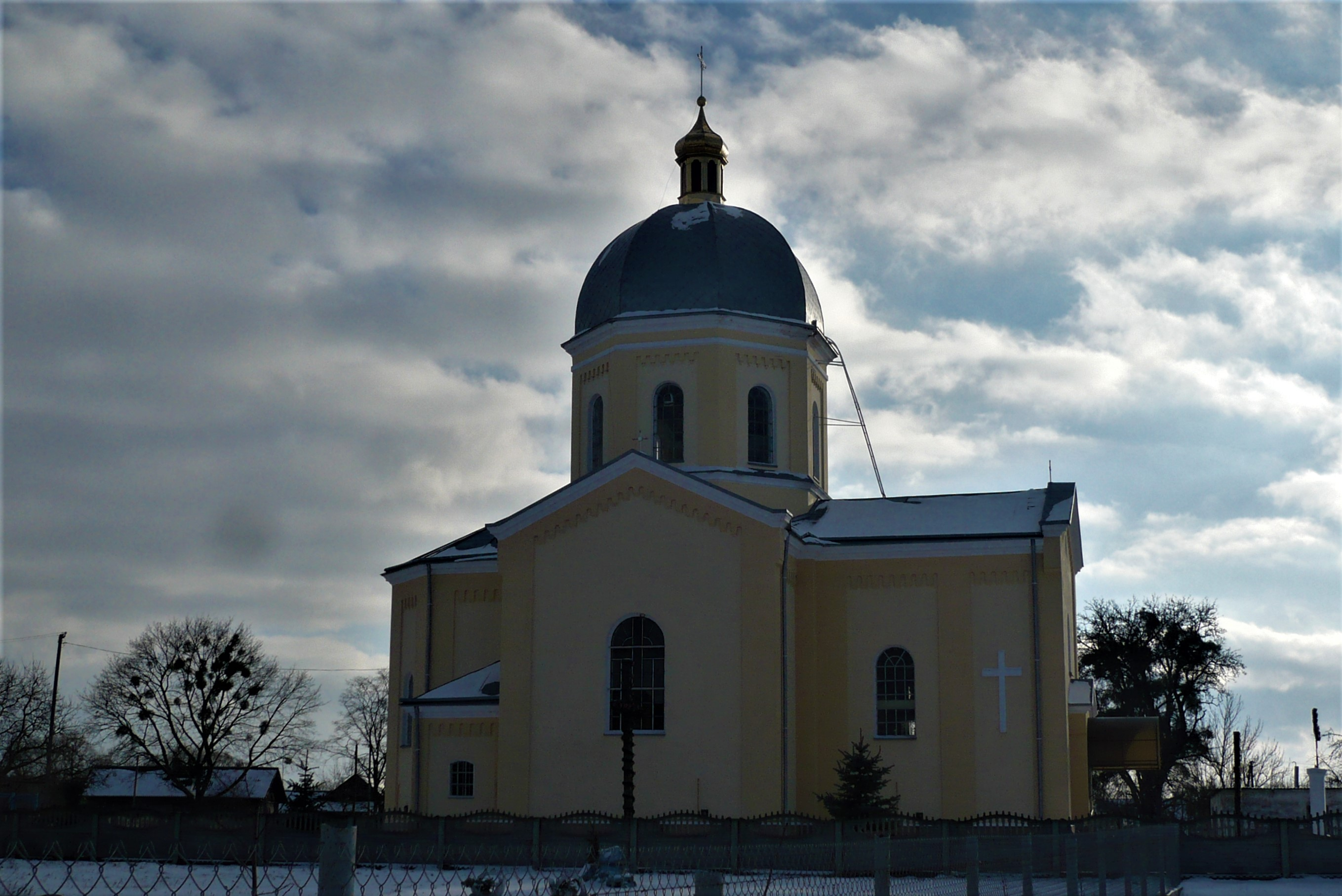
Cerkiew św. Mikołaja
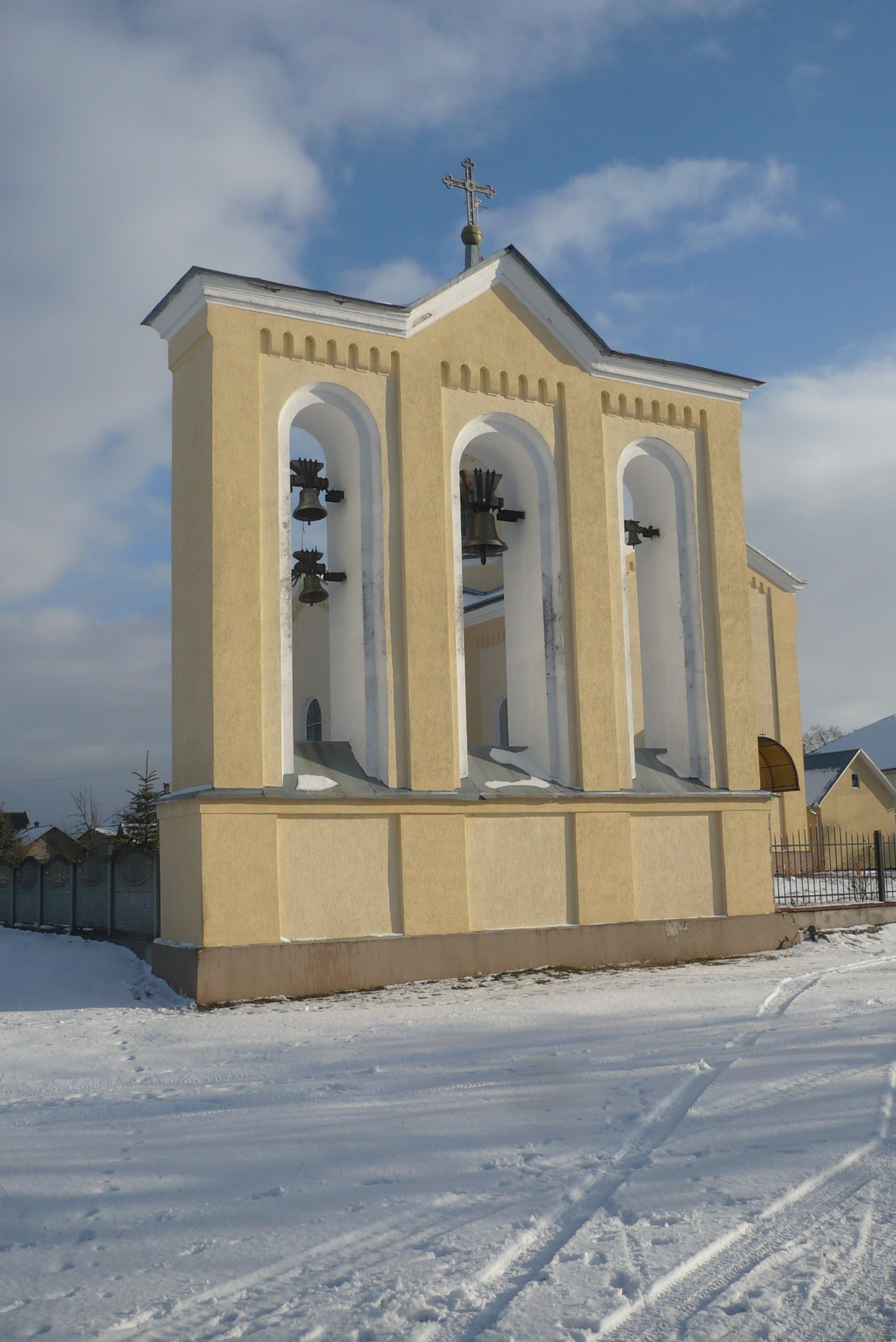
Cerkiew, dzwonnica
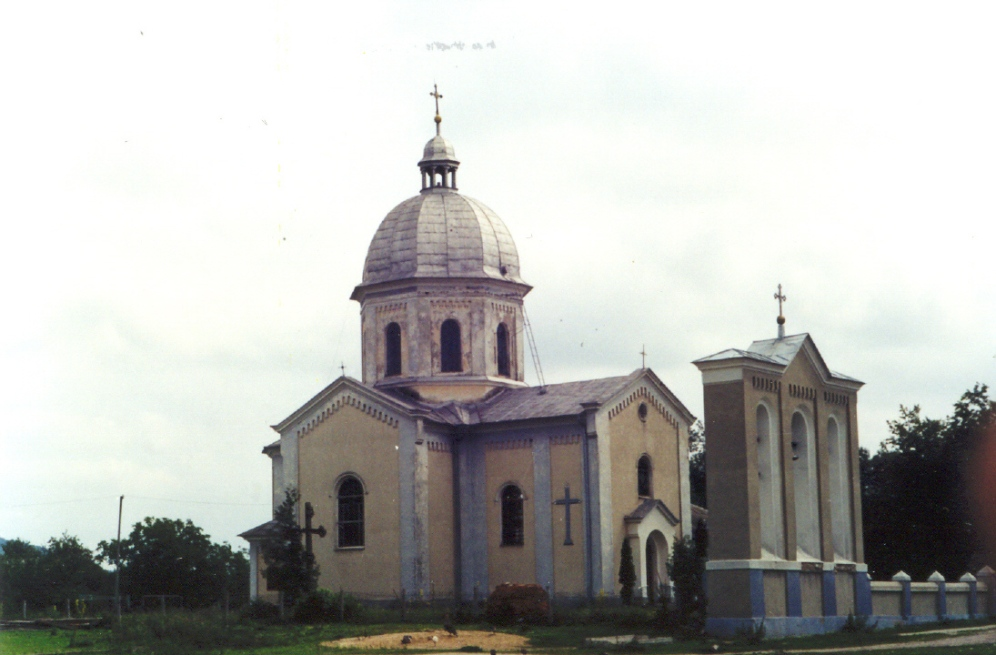
Cerkiew św. Mikołaja (2002)
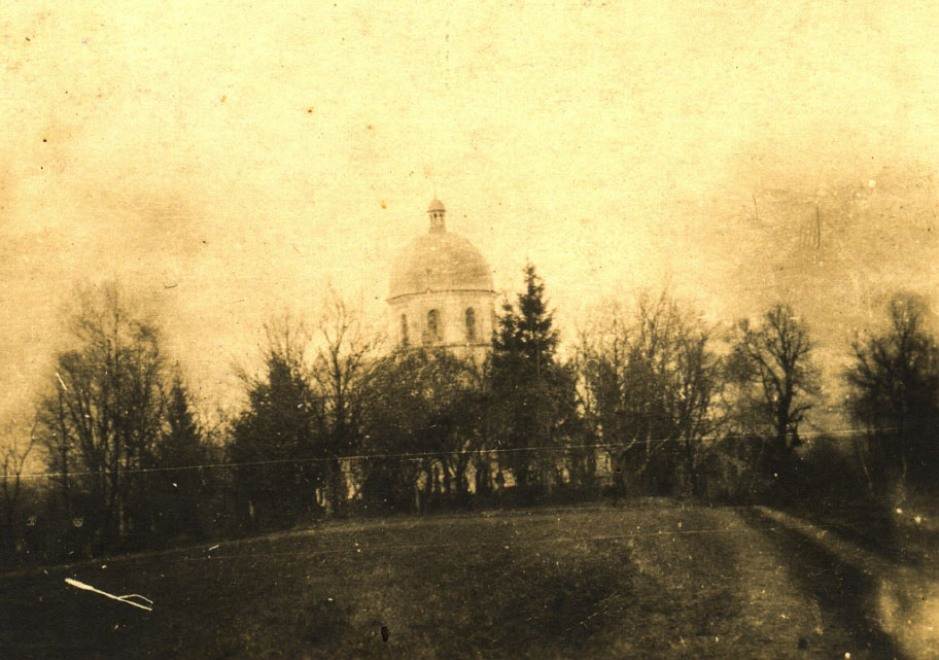
Bużek  (1917)
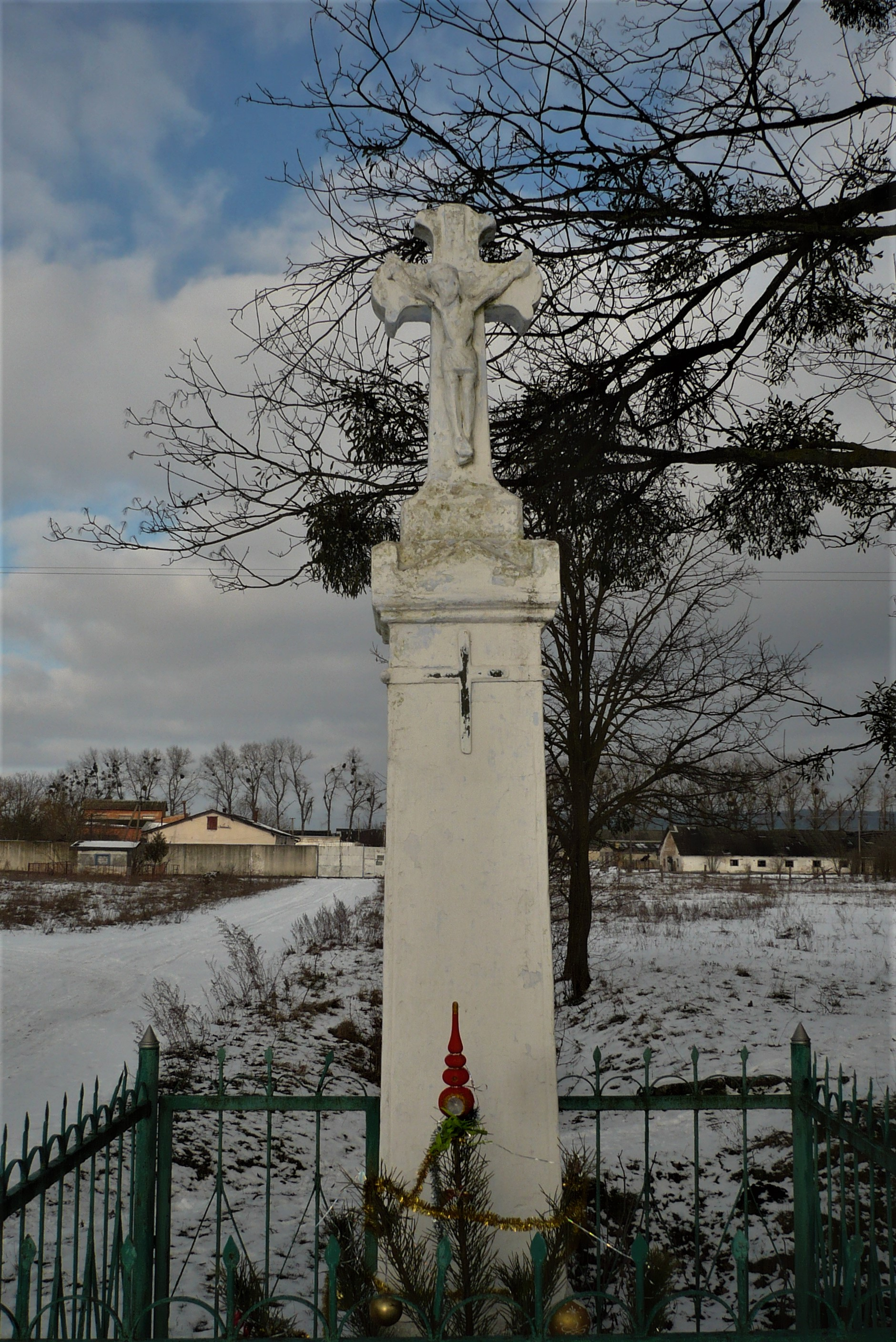
Krzyż przydrożny
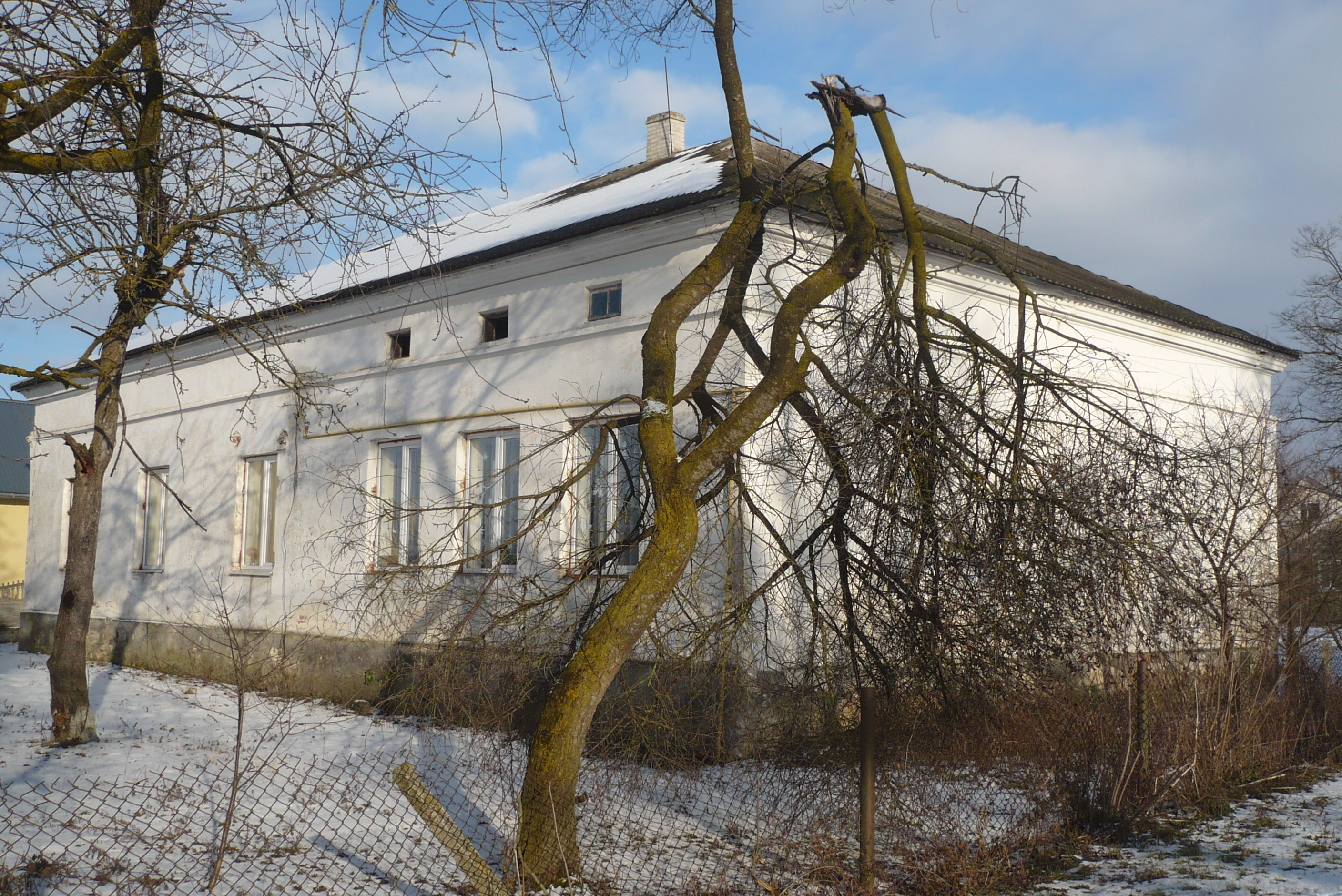
Szkoła
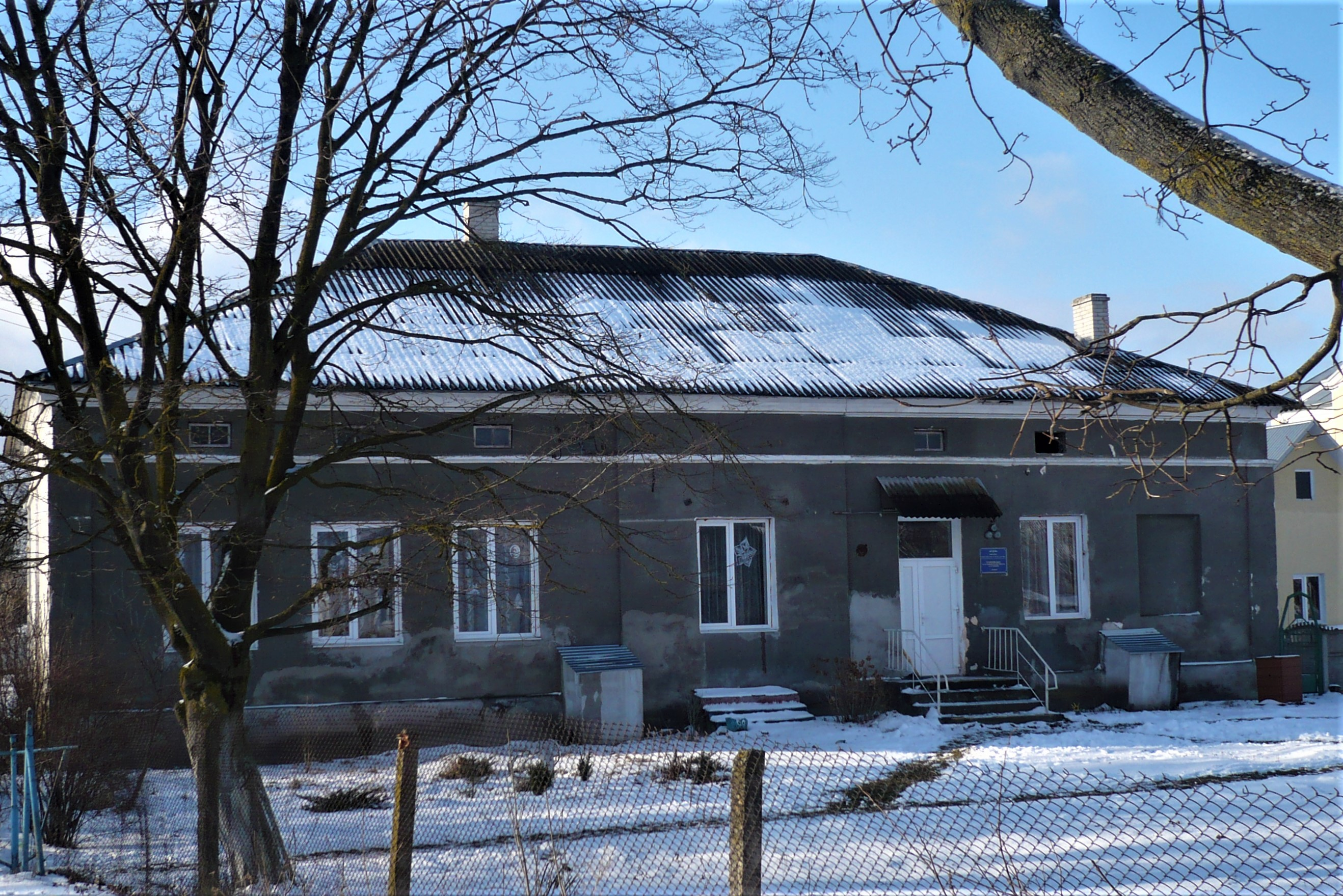
Szkoła